# 直接感熱記録印刷

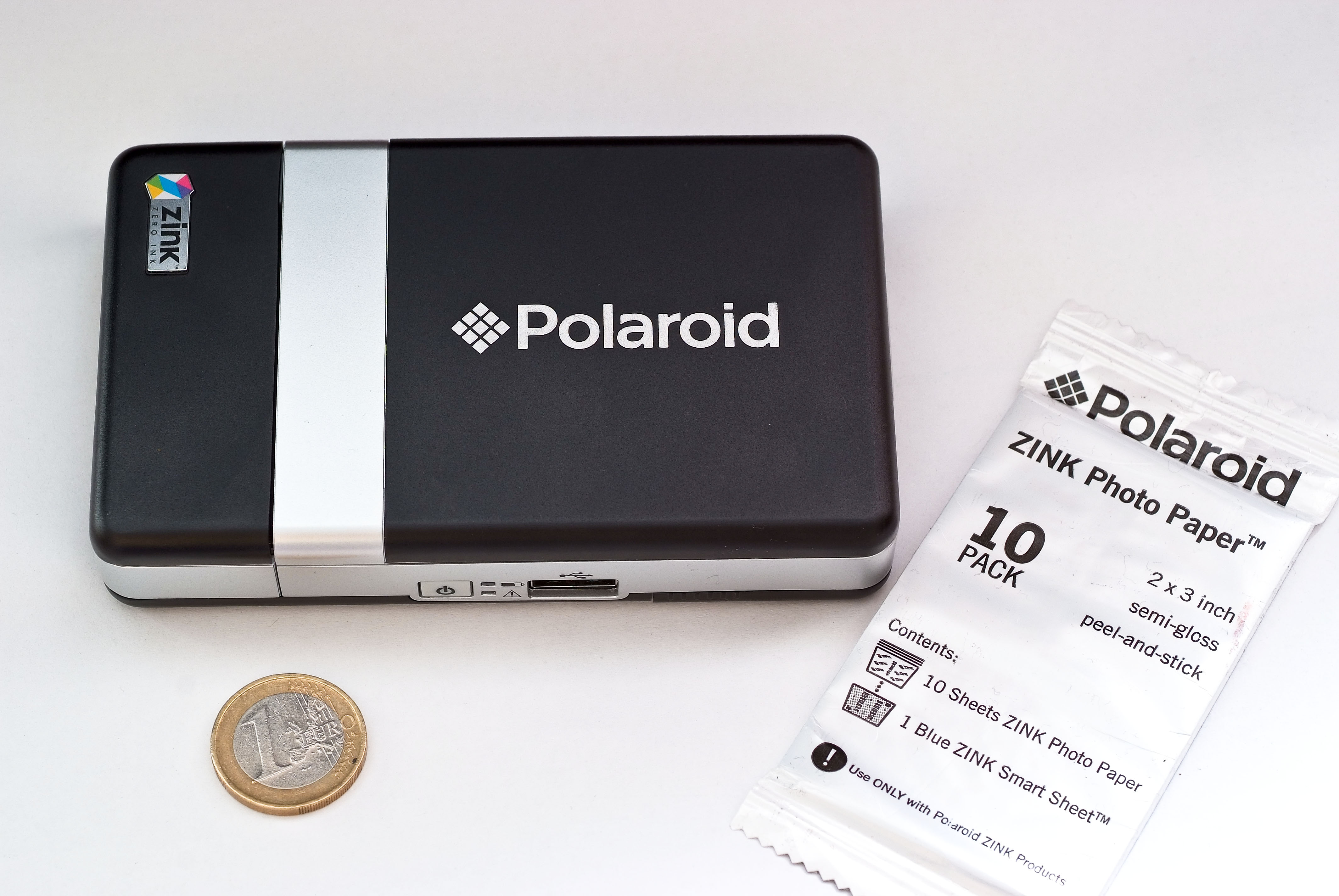
直接感熱記録方式を用いたフォトプリンター、ポラロイド PoGo

直接感熱記録印刷（ちょくせつかんねつきろくいんさつ、direct thermal printing、ダイレクトサーマル）とは、熱を加えると色が変化する専用紙（感熱紙）に熱したプリントヘッド（サーマルプリントヘッド）を当てて印刷する技術である。プリントヘッドを印刷対象の媒体に直接当てることから「ダイレクトサーマル」と呼ばれ、プリントヘッドをインクリボンに当てることで媒体に印刷する熱転写方式（サーマルトランスファー）と区別される。
この方式を用いたプリンターを「直接感熱記録式プリンター（ダイレクトサーマルプリンター）」と呼ぶが、一般的には単に「感熱式プリンター（サーマルプリンター）」と呼ぶことが多い。

## 概要
感熱式プリンターは、熱を発生させて紙に印刷する「サーマルプリントヘッド」、紙を送るゴム製のローラー「プラテンローラー」、感熱紙をサーマルヘッドに接触させる「ばね」、の主に3つのパーツで構成されており、他の方式のプリンターと比較すると簡単な構造である。そのため安価に製造でき、小型化・軽量化に適している。動作音も非常に小さい。
インクリボンやインクカートリッジといったインク類を使用しないため、唯一の消耗品は感熱紙のみである。印刷には「感熱紙」という専用紙が必要であり普通紙などが使用できないが、この感熱紙は業務用に安価に大量生産されているため、例えば通称「レジロール」と呼ばれる感熱紙を使用した場合、1枚当たりの印刷コストを1円以下にまで抑えられ、非常にコストパフォーマンスが高い。消費電力も小さく、イニシャルコストとランニングコストが共に抑えられるという特長がある。そのため、レジで貰うレシートや、郵便物に貼り付けるラベル、バーコードなどを印刷するための業務用プリンターとして主に利用されている。
家庭用としては、1980年代にはパソコン用プリンターとして主流の方式の一つであった。また、FAX印刷用としても使われた。いわゆる「レジロール」品質の感熱紙だと時間が経過すると色あせてしまい長期保管には向かないことや、単色印刷しかできないことなどから、感熱式プリンターと同様の原理でインクリボンを用いることで普通紙印刷やカラー印刷に対応する熱転写プリンターに1980年代中頃より置き換えられ、1990年代にフルカラー印刷が可能なインクジェットプリンターが低価格化すると、全く使用されなくなった。一方で、2000年代以降にはインクジェットプリンターと同等の耐久性とフルカラー印刷が可能な感熱紙が発明されたことにより、フォトプリンター、モバイルプリンターとして、改めて一定の市場が形成されるに至っている。
家庭用感熱式プリンタとしては2019年現在、キヤノンのiNSPiCシリーズが圧倒的なシェアを持っている。もともとキヤノンは2017年まで昇華型の「SELPHY」シリーズでフォトプリンタ市場トップだったが、2018年に発売した感熱記録方式の「iNSPiC PV-123」がSELPHYシリーズを遥かに上回る大ヒットとなり、２L判以下のインクジェットプリンタを含めたフォトプリンタ市場全体を含めた場合でも、2018年発売の「iNSPiC PV-123」1機種だけで日本における市場シェアが5割に上る。主に、フォトプリンターと言うよりもスマホ対応のシール印刷機として使われているとのこと。
業務用の組み込み向け感熱式プリンターとしては2018年現在、セイコーインスツルが世界最大手である。

## 歴史

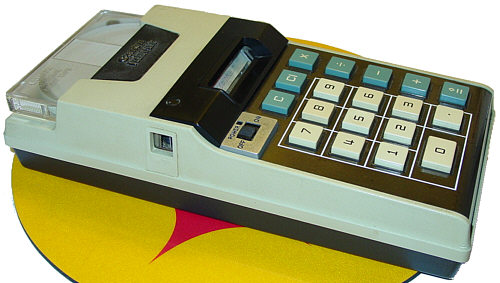
市販されたものとしては世界初となる携帯型プリンター電卓、キヤノン ポケトロニク（1970年発売）。感熱式プリンターを搭載し、定価87,000円

感熱式プリンターは1965年にテキサス・インスツルメンツ社のジャック・キルビーが発明した。ジャック・キルビーは1958年に集積回路（IC）を発明したことで知られる半導体技術者であるが（この功績により2000年にノーベル物理学賞を受賞）、テキサス・インスツルメンツ社のハガティ会長は自社製品であるICの応用を広げるため、1965年にジャック・キルビーに対してポケットサイズの計算機（電卓）の開発を命じる。この過程でサーマルプリントヘッドが発明された。感熱紙は既に発明されており、熱源を感熱紙に打ち付けて印字する「サーマルインパクトプリンタ」も存在したが、サーマルヘッドの発明によってプリンターが簡素化され、同時に静音化された。
テキサス・インスツルメンツ社はこの技術を元に、1967年、サーマルプリンターを組み込んだ世界初の携帯型電卓「カルテク（Cal Tec）」を発表する（そのため、ジャック・キルビーは電卓の発明者であるともされる）。当時の計算機はディスプレイを搭載するのがまだ一般的ではなく、計算内容をプリンターで印字することにより確認していたが、カルテクではサーマルプリンターを搭載することで持ち運びを可能とした。しかしテキサス・インスツルメンツ社はこの製品をあくまで自社の技術デモとして利用し、販売することには興味を持たなかった。
そのため、この権利を日本の電卓メーカーであるキヤノン事務機（キヤノン）が買い取り、いくつか設計に変更を加え、1970年に携帯型プリンター電卓「ポケトロニク」を発売。これが市販されたものとしては世界初となる携帯型プリンター電卓である。当時のキヤノンは電卓市場においてシャープに押されていたが、キヤノンの「ポケトロニク」は特にアメリカで大ヒットした。1960年代から1970年代にかけての苛烈な電卓戦争において、キヤノンは電卓市場大手のシャープとカシオ（1975年時点で2社合わせて8割）ほどのシェアは得られなかった物の、プリンター電卓というニッチのリーディングカンパニーとして電卓市場で生き残ることに成功した。特に1973年発売の「MP1215」は金融機関を中心として大ヒットし、2018年現在も現役で販売され続けている。
サーマルプリンターの特許はテキサス・インスツルメンツ社が持っていたが、電卓戦争の過程でロームがサーマルプリントヘッド市場に参入するなど、日本のメーカーによるサーマルプリンターの性能向上が続いた。

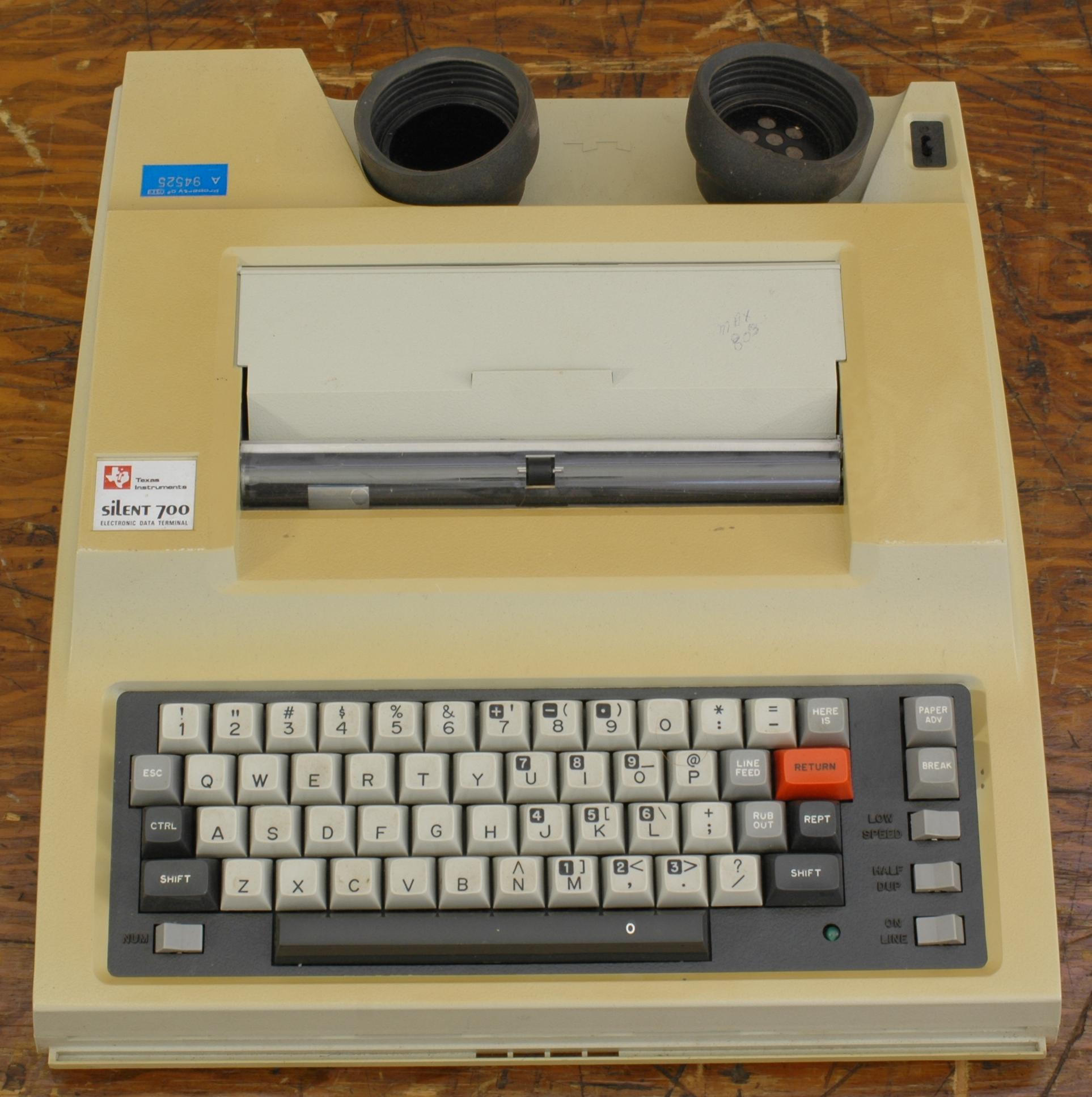
世界初のコンピュータ用サーマルプリンター、Silent 700（1971年発表）。大型機（メインフレーム）用の端末機である

コンピュータ用プリンターとしては、1971年にテキサス・インスツルメンツ社が大型機（汎用機、メインフレーム）との応答に使用する端末機として発表した「SILENT 700」が世界初のサーマルプリンターと言える。1970年頃までの端末機はディスプレイを搭載するのがまだ一般的ではなく、大型機とやりとりした内容をプリンターで印字することにより確認していた（要するに、当時は文書を保存するためにプリンターが使われていたのではないということである。1970年代に入るとビデオ表示端末の普及が進み、現代のように大型機とやりとりした内容は端末機のディスプレイで確認し、プリンターは文書保存用の印刷のみを行うように役割分担がなされるようになる）。そして、そのプリンターはタイプライターの装置を流用したものが一般的であった。1960年代にはタイプライタの電動化と革新が進んでおり、通称「回転ゴルフボール」と呼ばれる大型のヘッドを用いるIBM Selectric typewriterや、「ハンマソレノイド」と呼ばれるソレノイドで制御されたワイヤー（ハンマー、可動部）を押し出して印字するデイジーホイールプリンターなど革新的な機構を搭載した電動タイプライターが発明され、旧来の機械式タイプライターを用いて印字していた時代と比べてかなりの高速化が図られたが、活字を紙に物理的に打ち付けて印字するインパクト方式（母型活字方式インパクトプリンター）であるため、そのぶん印字する音がとてもうるさかった。しかし非インパクト方式であるサーマル方式を採用したプリンターの登場によって静音化されたので「SILENT」と名付けられた。SILENT 700では、感熱紙と5x7のドット・マトリクス同時加熱印刷方式が用いられ、印字速度は毎秒10文字から毎秒30文字にまで達した。ただし、業務で使われる機械においてはインパクト方式による騒音がそれほど問題とはならず、また大型機用のラインプリンターとしては、非インパクト方式であるサーマルプリンター以外にも、インパクト方式でありながらも怒涛の高速化を実現するドラムプリンター、バンドプリンター、チェーンプリンターなどの様々な方式が開発されたため、大型電算機用のラインプリンターとして見た場合、サーマルプリンターはそれほど普及したわけでは無い。1975年には非インパクト方式のレーザープリンターが発明され、従来の機械式ラインプリンタと比べて1桁以上の高速化が成し遂げられたことから、大型機におけるプリンターの主流はページプリンター（1ページ丸ごと一気に印刷するプリンター）であるレーザープリンターとなり、サーマルプリンターを含めたラインプリンター（1行ずつ印刷するプリンター）は廃れてしまった。もっとも、サーマルプリンターは軽量であることから、ポータブルTSS端末（ポータブル・タイムシェアリングシステム・端末）としてはSILENTシリーズにそれなりの需要があり、1975年に発売された「Silent 745」は「最軽量ポータブル」のキャッチコピーで販売された。なおSilentシリーズは、1980年代中頃に汎用機の回線の速度が速くなったことで「毎秒120文字を超えると印字が速すぎてマトリクスの全てのドットを加熱しきれない」と言う問題に直面し、販売中止の危機となったが（ちなみにその頃にはラップトップパソコンも普通に販売されていた）、「Silent 780」において「2文字分のドットマトリクスを搭載する」という方法で解決し、もうしばらく使われた。

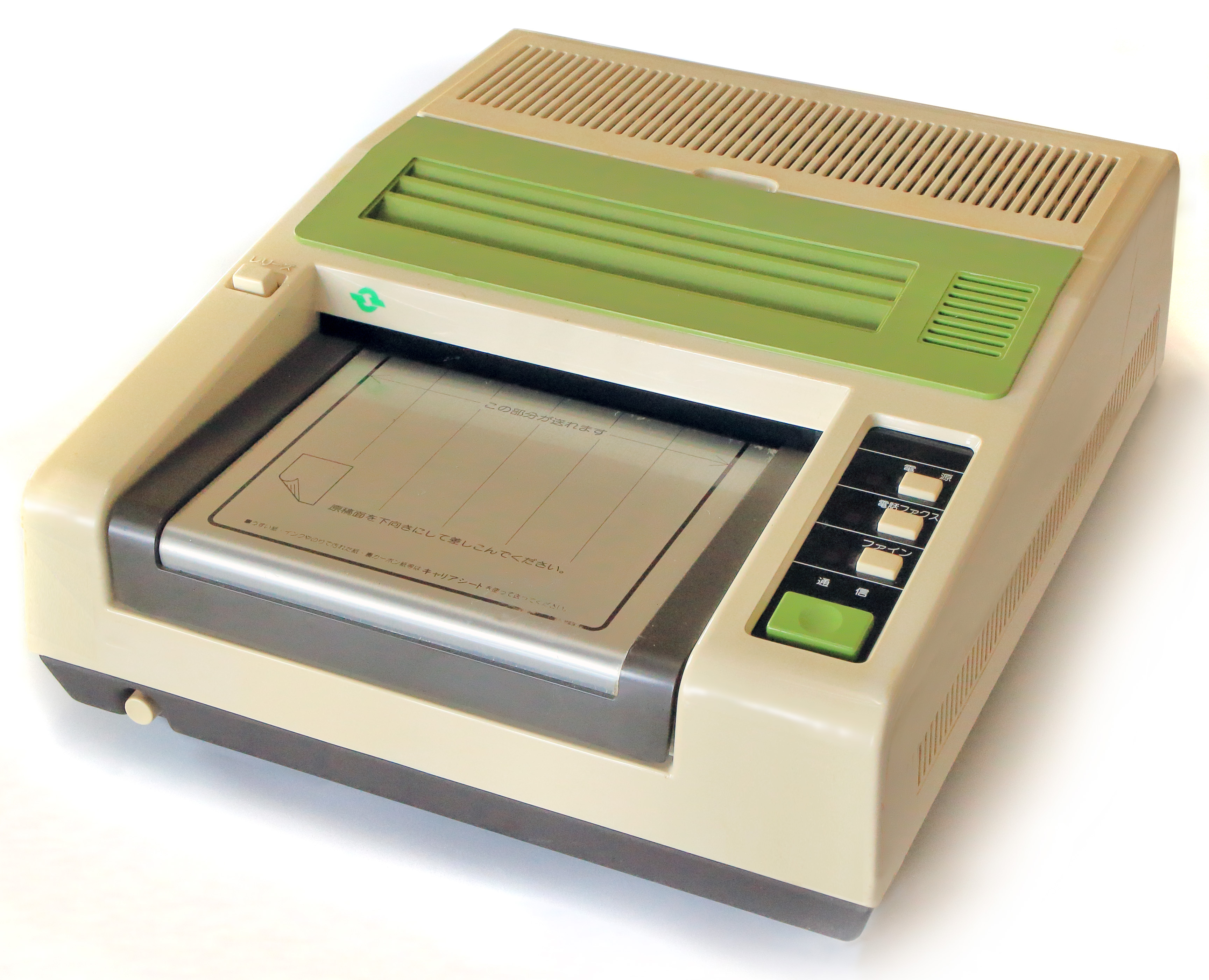
サーマル方式を採用した電電公社のファックス、ミニファクス MF1（1981年発表）。ファックス普及のために日本メーカー各社が尽力した結果、1980年代中期にはサーマルプリンターが世界のプリンターの主流となった

1972年、日本においてファクシミリ回線が民間に開放され、ファックスシステムの民需への拡大が行われると、日本においてファックスのプリンターとしてサーマルプリンターが注目されるようになる。それまでの業務用ファクシミリでは静電記録方式と放電記録方式（放電破壊プリンター）が主に使われていたが、静電記録方式は「静電潜像形成」と「現像」の2つのプロセスが必要とされるため面倒であり、放電記録方式は放電破壊紙が放電によって破壊されて塵がその辺に舞う上に、印刷した後のオゾン臭がとても臭かった。サーマルプリンタはこれらの欠点が無かったうえ、システムが簡易であったので民需向け（この当時は主に民間企業向け）として有望視された。さらに、1980年にファクシミリ通信の国際規格であるG3規格が標準化されると、ファックスを家庭に普及させるため、日本メーカー各社においてファックスの感熱記録方式の開発が一気に活性化。1980年には東芝が感熱記録方式を採用した史上初のG3卓上式ファックスである「COPIX 4800」を発表した。1981年に電電公社が感熱記録方式を採用した安価なFAX機「ミニファクス」MF-1を発表するなど、プリンター本体と感熱紙に対して各メーカーが競い合って性能が向上した結果、1980年代中頃には感熱記録方式が日本のファックスの主流の方式となった。高性能な日本製ファックス機は世界を席巻し、日本製サーマルプリンタも世界を席巻した。
ただし、感熱記録方式は「感熱紙」と言う特殊な紙が必要であることと、すぐに文字が読めなくなるという保存性の低さが問題であった。そのため、企業向けとしてはほとんど普及しなかった。また、家庭用としてもかなりの欠点であるため、日本メーカーは感熱記録方式の開発と同時に、感熱紙を用いない普通紙ファックスの開発も行っていた。ファックスにおいては、1983年に富士ゼロックスが発売した熱転写方式の普通紙ファクシミリ「240/245 テレコピア」と、同じく1983年にリコーが発表したトナー方式としては世界初の普通紙ファクシミリ「リファクス 13006」が契機となり、普及機では熱転写方式、高速機ではトナー方式へと二分化して行くことになり、感熱記録方式は廃れてしまった。
1970年代後半には家庭用のホビーパソコンが発売されるようになったが、ファックスの開発に尽力する日本メーカー各社のおかげで、1980年代前半にはサーマルプリンタと感熱紙の性能向上が進み、1980年代中頃にはサーマルプリンタは家庭用コンピュータ用のプリンタとしても主流の方式となった。1980年当時のパソコン用プリンターとして主流の方式であったのはワイヤドット方式のドットインパクトプリンターであったが、企業で使う仕事用パソコンのプリンターとしては良くても、家庭用としては文字を1字ずつ印字する音がとてもうるさいという欠点があった。一方で、サーマルプリンターは静音性が高いことなどが評価され、家庭用パソコンのプリンターとして急速に普及していった。（なお、家庭用の放電破壊プリンターも存在したが、やはり家の中がとてもオゾン臭くなるため、評判が悪かった）

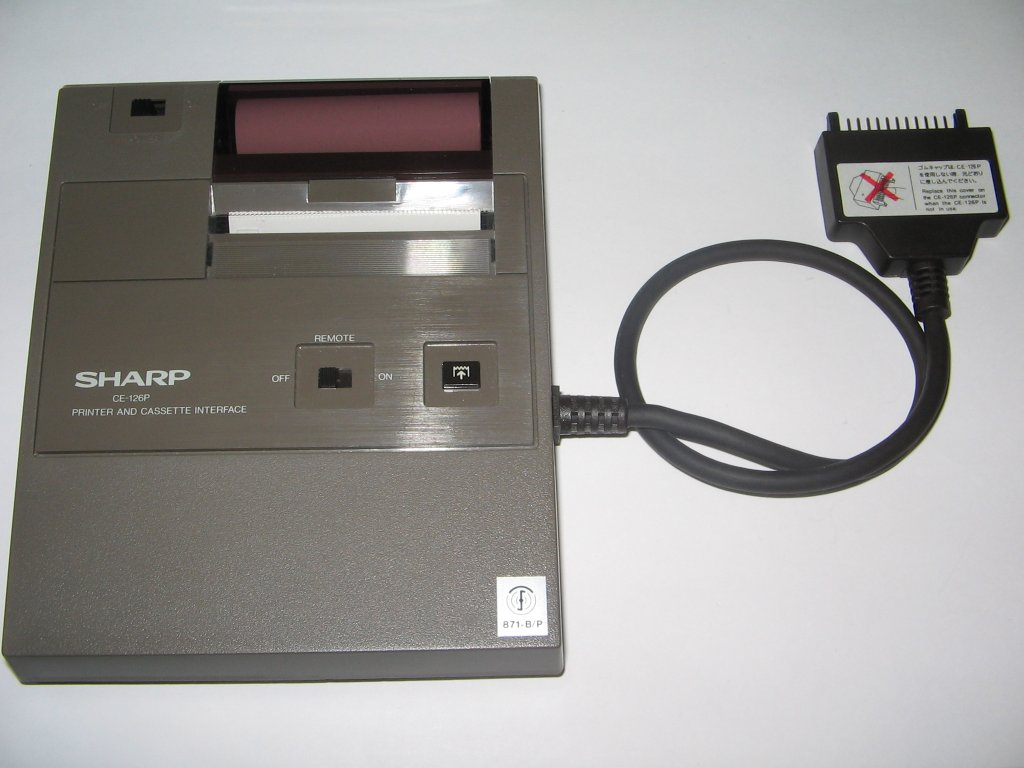
シャープが1980年代に発売したポケコン用のサーマルプリンタ、Sharp CE-126P。

ワープロやポケコンにおいては、プリンターが本体に搭載可能な程度にコンパクトで、なおかつ本体とプリンターが一体化しても購入できる程度に低価格であることが求められた。そのためにサーマルプリンターがよく用いられた。
しかし家庭用パソコン用としても、1980年代中頃よりインクリボンを用いた熱転写方式が主流となっていった。1990年代に入るとインクジェットプリンタの低価格化により、家庭用パソコン用プリンタの市場は完全にインクジェットプリンタで置き換えられた。
その後のサーマルプリンターは、印刷の高密度化が容易、構造が簡易で小型化が可能と言う利点から、業務用のバーコードラベルプリンタとしての使用が主となった。印字も高速化され、「印字が単色」「保存性が悪い」と言った欠点に目をつぶってもランニングコストが重視される用途として、例えばレジスター（レシート）や自動券売機（切符、チケット）、オーダーエントリーシステム（飲食店の伝票）のプリンターなどの機器で使用されるようになった。当初は品質が悪かったレシート紙も、領収書として認められる所まで品質が改善された。
1990年代以降にはカラー印刷が可能な感熱記録方式がいくつか考案され、1990年代中頃より家庭用フォトプリンターとしても散発的にいくつかの製品が発売されている。家庭用プリンターとしては「インクが不要」以外のメリットが無く、フォトプリンターとしては感熱型は昇華型に対して品質で劣るため、2018年まではほとんど普及していなかったが、キヤノンが2018年より販売開始したiNSPiCシリーズは、スマホ世代向けのモバイルフォトプリンター、シールプリンターとして大ヒットし、2018年発売の「iNSPiC PV-123」だけで一気にフォトプリンタ市場の5割を超え、感熱記録方式が家庭用フォトプリンターの主流の方式となっている。
2019年、感熱紙方式を採用した最後のFAXであったパナソニックの「おたっくす」（KX-PW211DL）が、インクリボン方式を採用した新機種の発表に伴って製造を終了した。

## 派生方式

### サーモオートクローム方式
サーモオートクローム (TA) 方式とは、1994年に富士フイルムが発表した、感熱記録方式としては世界初となるフルカラー印刷が可能な感熱式プリンターの一方式である。
顕色剤を内包した感温性マイクロカプセルを加熱することにより発色させ、紫外光によってジアゾニウム塩を分解することで定着させる機構の、内部発色型である。マイクロカプセルの熱特性をCMY（色の三原色）の各色毎に変え、1台のサーマルヘッドの出力を大きくは三段階に変える事で各色の階調表現を可能にした。
1990年代当時は家庭用プリンタとしてインクジェットプリンタの普及が進んでいたが、インクジェット方式は印刷コストは低くても印刷解像度が低く、印刷速度も遅かったのに対し、昇華型熱転写方式は印刷コストが高いながらもなだらかな階調表現ができ、銀塩写真に迫る表現力があったので、デジタル写真プリンタとしては昇華型熱転写方式が主流であった。しかしTA方式は、昇華型熱転写方式と同様の原理で印刷し、昇華型熱転写方式に迫るクオリティを持っていたため、1990年代中頃より富士通とパナソニックによって民生向けモバイルフォトプリンターとしても発売された。
しかしTA方式は、昇華型熱転写方式に対してそれほどの優位性が無かった。昇華型プリンタだとインクリボン代と紙代がかかるのに対し、TA方式は紙代だけで済むので若干安くなる程度であった。また、昇華型熱転写方式はインクリボンを使うため、情報漏洩の危険性があるのに対し、感熱記録方式は情報漏洩の危険性が無いという利点があったが、それくらいであった。
2002年にはデジカメブームに乗り、昇華型熱転写方式の業務用フォトプリンター最大手の神鋼電機も同社初となる家庭用デジタルフォトプリンター「COLOR PET」を発売する中、TA方式の開発元である富士フイルムは2002年にデジタルフォトプリンタの新ブランド「Printpix」の展開に際し、「TA方式」の名称を「Printpix方式」と改めた。インクリボンのコストダウンに限界がある昇華型熱転写方式に対し、Printpixは普及次第では専用ペーパーの大幅なコストダウンも可能であることを富士フイルムは言明していたが、結局Printpixはそれほど普及しないまま2004年に販売を終了し、業務用も含めて市場から姿を消した。

### ZINK Zero Ink方式
ZINK Zero Ink（じんく ぜろ いんく）方式とは、2007年にZINK Imaging社が開発した、フルカラー印刷が可能な感熱式プリンターの一方式である。
ベースペーパーの上にシアン、マゼンタ、イエローの各発色層が染料の結晶として備わっており、この染料結晶を熱で溶かすことにより発色させる仕組みとなっている。用紙表面はコート層により保護されており、印刷直後の乾燥などを考慮する必要がない。
インクを必要としない手軽さなどから、ポラロイドの「PoGo」（2008年）やデルの「Wasabi」（2009年）、タカラトミーのインスタントカメラ「xiao」（2008年）などに採用されていたが、2018年まではそれほど普及したわけでは無かった。
キヤノンがZINK方式を採用して2018年より販売開始したiNSPiCシリーズは、スマホ世代向けのモバイルフォトプリンター、シールプリンターとして大ヒットした。ライバルが存在しないこともあり、2018年発売の「iNSPiC PV-123」だけで2019年時点のフォトプリンタ市場の5割を超え、ZINK方式が家庭用フォトプリンターの主流の方式となっている。